# Budżetowanie kroczące
Budżetowanie kroczące (ang. continuous budgeting, rolling budget) – jeden ze sposobów tworzenia budżetu, polegający na opracowywaniu budżetu w sposób ciągły – kroczący i sprowadza się do ciągłego uaktualniania i uszczegółowiania budżetu opracowanego na kolejne okresy (np. kolejne miesiące lub kwartały roku). Jest to jednocześnie budżet sporządzany dla niezmiennego pełnego okresu budżetowego, np. pełnego roku, niezależnie od roku kalendarzowego, obrachunkowego. Pod koniec każdego okresu budżetowego (miesiąca, kwartału) budżety na następne okresy (11 kolejnych miesięcy lub trzy kolejne kwartały) zostają poddawane analizie i aktualizacji. 
W budżecie kroczącym szczególna uwaga jest poświęcona okresom najbliższym, dla których informacje mogą zostać dość precyzyjnie określone. Dla pozostałych okresów ustala się budżety, ze stopniem szczegółowości możliwym do uzyskania w tej stosunkowo odległej perspektywie. W następnym okresie aktualizuje się i uszczegóławia budżety kolejnych podokresów, uwzględniając następne miesiące lub kwartały dla opracowania budżetu „zamkniętego” okresu planistycznego. W efekcie takiego budżetowania przedsiębiorstwo w każdym dowolnym okresie ma budżet opracowany na pełny rok obrotowy, co zapewnia stabilny horyzont działalności. Poza tym budżet jest ciągle weryfikowany o zdarzenia, które wystąpiły w przeszłości i jest uaktualniany o zdarzenia, które mogą wystąpić w przyszłości.

## Wady i zalety

### Zalety budżetu kroczącego
- aktualność budżetu,
- obniżenie stopnia niepewności, gdyż w ciągle zmieniającym się otoczeniu gospodarczym budżet kroczący jest bardziej efektywny i daje poczucie bezpieczeństwa,
- oparcie procesu planowania i kontroli na ostatnim realistycznym budżecie, a nie na założeniach budżetu przygotowywanego raz na rok,
- objęcie przewidywaniami dłuższego okresu niż przy budżetowaniu konwencjonalnym,
- wypracowanie nawyków u pracowników do bieżącego planowania i dokonywania kontroli wykonania,
- większe przystosowanie się do zmian zachodzących w przedsiębiorstwie i w jego otoczeniu,

### Wady budżetowania kroczącego
- pracochłonność i czasochłonność tworzenia budżetu, a co za tym idzie również jego kosztowność,
- dostosowanie budżetu do bieżących możliwości, hamujące w ten sposób kreatywność i determinację,
- możliwość znużenia pracowników ciągłym tworzeniem budżetów,
- aktualizacja standardów kosztów i cen rozliczeniowych dla transakcji wewnętrznych przyczynia się do różnej wyceny zapasów i różnych wartości odchyleń, problem ten jest szczególnie dotkliwy w przedsiębiorstwach wytwarzających szeroki asortyment wyrobów.